# 帕维尔·马雷什
馬利斯，捷克足球运动员，司职左后卫，目前效力于捷克聯賽球會布拉格斯巴達。
這名球員之前主要效力一些國內球會，2003年他轉到俄超聯賽球會泽尼特，效力了數年。馬利斯曾入選過國家隊出戰2004年歐洲國家杯，不過在國家隊卻多數是後備，而代表國家隊的次數亦較少。
在出戰過2006年世界杯後，馬利斯曾受到英超球會保頓的斟介，惟未能成事。至2007年他重返捷克加盟布拉格斯巴達。